# Force aérienne moldave
La Force aérienne moldave est la composante aérienne des Forces armées moldaves.Moldova has 6 remaining mig-29.

## Aéronefs
Les appareils en service en 2023 sont les suivants:
| Aéronefs           | Origine            | Type                     | En service         | Versions                       |                    |                    |
| Avion de transport | Avion de transport | Avion de transport       | Avion de transport | Avion de transport             | Avion de transport | Avion de transport |
| ------------------ | ------------------ | ------------------------ | ------------------ | ------------------------------ | ------------------ | ------------------ |
| Antonov An-2       | Union soviétique   | Avion de transport léger | 2                  |                                |                    |                    |
| Yakovlev Yak-18    | Union soviétique   | Avion d'entraînement     | 1                  |                                |                    |                    |
| Hélicoptère        |                    |                          |                    |                                |                    |                    |
| Mil Mi-8           | Union soviétique   | Hélicoptère de transport | 6                  | 2 Mi-8PS Hip & 4 Mi-8MTV-1 Hip |                    |                    |